# 熱雷米·梅內
熱雷米·梅內（法語：Jérémy Ménez；1987年5月7日—），是一位已退役法國足球運動員，曾效力巴里足球俱乐部。梅內是「法國1987四大新星」之一，也是當中唯一沒有北非血統者；至今仍是法甲最年輕進球者，曾是最年輕法甲帽子戲法締造者。

## 職業生涯
2008年，梅內從法甲球隊摩納哥轉會到意甲球隊羅馬，當時已是小有名氣的一名外援。
2011年暑假，法甲豪門巴黎聖日耳門大肆擴軍，梅內也成為其中一個收購。然而由於球隊還囤積了、等大量攻擊手，梅內並沒有太多上場機會；遂在2014球季結束後求去。
2014年夏天，戰績下滑嚴重的AC米兰意圖收購新的鋒線球員，梅內和費蘭度·托利斯來到米蘭，成為加利亚尼近年的免簽大軍又一力作。
相較於過去主要擔任中場導致進球偏少，來到米蘭後時而翼鋒、時而單箭頭的梅內開始增加入球量。尤其是自從11月9日到12月15日的六場比賽，梅內打進五球，並在12月15日幫助球隊三年來首次戰勝拿坡里。隨著托利斯持續低迷並回歸生涯起點马德里竞技，梅內在隊內的開火權更加穩固。
梅內在加入米蘭後已有8球入帳，成為AC米蘭2014年的進球王，是新帥恩沙基重要的依靠，但有時他仍有過於獨食的問題需改善。

### 國家隊
2004年，法國奪得U17歐洲盃冠軍，這也是87四少聲名鵲起的開端。
2010年國家隊新帥羅倫特·白蘭斯上任後隨即在8月5日徵招梅內，並在8月11號的友誼賽中登場，該場法國1-2不敵挪威。
2011年2月9日，梅內在對巴西的友誼賽獲得生涯首個國家隊助攻，進球者是同為87四少之一的賓施馬，是該場唯一的進球。
2012年6月5日，梅內在面對愛沙尼亞的友誼賽收穫首個國家隊進球，法國以4-0大勝。同年梅內入選歐洲杯陣容，並在6月15日對烏克蘭的比賽打破僵局，成為生涯代表作。
之後隨著梅內在巴黎聖日耳門地位不穩，一度淡出國家隊陣容，但隨著加盟米蘭後的精彩演出，現任國家隊主帥已經親承梅內有機會再度回歸。

## 榮譽
- 法甲聯賽冠軍：2013、2014
- 法國超級盃冠军：2013、2014
- 欧洲U-17足球锦标赛 冠軍：2004年